# ریوتا ساتو
ریوتا ساتو (انگلیسی: Ryuta Sato؛ زادهٔ ۲۷ فوریهٔ ۱۹۸۰) بازیگر، ''تارنتو'' اهل ژاپن است.
از فیلم‌ها یا برنامه‌های تلویزیونی که وی در آن نقش داشته‌است می‌توان به کیمیاگر تمامفلزی اشاره کرد.